# Karl Ritter (Musiker, 1959)
Karl Ritter (* 22. oder 23. Dezember 1959 in Stockerau, Niederösterreich) ist ein österreichischer Musiker und Komponist.

## Biographie

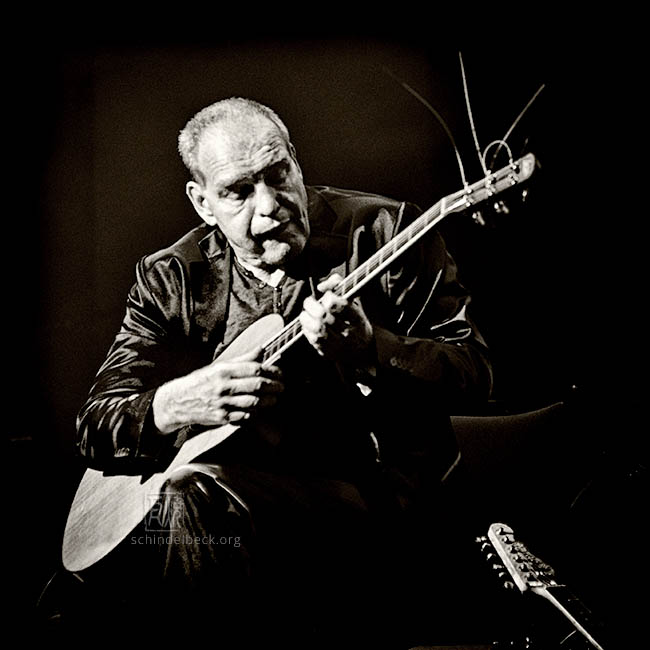
Karl Ritter (Photo: Schindelbeck)

Mit sechs Jahren lernte Ritter Geige, wechselte aber im Alter von 12 Jahren zur Gitarre und begann sehr bald mit Improvisation und Komposition eigener Stücke.
1980 produzierte Ritter seine erste Langspielplatte, „Ex-podo-Z“. Es folgten ab 1985 Auftragsarbeiten für das Wiener Renaissance Theater sowie Hörspielproduktionen für den ORF und den Bayerischen Rundfunk.
Größere Bekanntheit erlangte Ritter unter dem Namen „Leopold Karasek“ als Mitglied der Gruppe um Willi Resetarits alias Kurt Ostbahn, der er von 1988 bis 1994 („Ostbahn-Kurti & die Chefpartie“) und von 1996 bis 2003 („Kurt Ostbahn & die Kombo“) angehörte.
Ritter spielte mehrere LPs und CDs als Solokünstler sowie als Mitglied verschiedener Formationen ein. Er wirkte auch bei Projekten – vor allem österreichischer Künstler – aus Musik, Kabarett und darstellender Kunst mit. Darüber hinaus schuf er Kompositionen für Theater, Film und Fernsehen.

## Veröffentlichungen

### Alben
- 1994: Perikato - Blackbox I
- 1995: Karl Ritter - Dobromann
- 1996: Ritter Pernes Eder - Sonnwende
- 1996: Karl Ritter - Schwarzfahrer
- 1998: Sel Gapu Mex - Sturm
- 1999 Karl Ritter-Stick to it
- 2000: Perikato – Blackbox II
- 2002: Ritter Lechner Coleman – Nuages
- 2002: Sel Gapu Mex – Verliebt
- 2002: Karl Ritter-Schattenklänge
- 2002: Takeya/Ritter/Pirker/Tang-Rainbow Session
- 2003: Windhund – Mwapona Windhund
- 2003: Windhund – Zimbabwe Rewind
- 2004: Karl Ritter – Atmen
- 2005: Windhund – Soundbridge / Klangbrücke
- 2005: Karl Ritter – Live (Atmen, Dobromann, Schattenklänge)
- 2007: Karl Ritter – Blau
- 2007: Karl Ritter – Rot
- 2007: Weisse Waende – Nur für kurze Zeit
- 2009: Karl Ritter – Traumland
- 2009: Weisse Waende – Frei erfunden
- 2011: Karl Ritter-Soundritual
- 2014: Karl Ritter-Soundkur
- 2015: Weisse Waende-33-44-55
- 2017: Weisse Waende-10
- 2020: Karl Ritter - Soundritual live
- 2020: Karl Ritter - Crashtestjazz 1
- 2020: Karl Ritter - daham gspüt, unheimelige Aufnahmen 2000–2020
- 2021: Karl Ritter - KOMBOjaner

### DVD
- 1999: Roland Düringer: Benzinbrüder/Die Show
- 2003: Karl Ritter – Waunsinn...
- 2006: Karl Ritter-Live: Atmen, Dobromann, Schattenklänge
- 2010: Karl Ritter: Am Anfang war die Improvisation
- 2020: Karl Ritter-Guitar Driver

### Mitwirkung
- 1986: Schmetterlinge: Mit dem Kopf durch die Wende
- 1988: Ostbahn Kurti & die Chefpartie: Liagn und lochn
- 1991: Ostbahn Kurti & die Chefpartie: 1/2 so wüd
- 1992: Ostbahn Kurti & die Chefpartie: a blede Gschicht
- 1994: Ostbahn Kurti & die Chefpartie: Saft & Kraft
- 1994: Ostbahn Kurti & die Chefpartie: Trost & Rat
- 1995: Kurt Ostbahn & die Kombo: Espresse Rosi
- 1997: Kurt Ostbahn & die Kombo: Reserviert fia zwa
- 1997: Kurt Ostbahn: Blutrausch
- 1998: Otto Lechner: Seventh Heaven
- 1998: S.T.S.: Volle Kraft
- 1999: Kurt Ostbahn & die Kombo: 50 verschenkte Jahre
- 2001: Kurt Ostbahn & die Kombo: Ohjo
- 2002: Joanna Lewis & Herbert Reisinger: Songs for the Boys
- 2003 Otto Lechner: Fleckerlteppich
- 2003: Kurt Ostbahn & die Kombo: Wann die Musik...
- 2003: Kurt Ostbahn & die Kombo: vorbei is.
- 2003: Kurt Ostbahn & die Kombo: Hohe Warte live-1,2,3
- 2003: S.T.S.: Herzverbunden
- 2004: Kurt Ostbahn trifft Sivan Perwer: live
- 2004: Birgit Denk: hoits eich au!
- 2005: Kurt Ostbahn & die Kombo: Höchste Zeit
- 2005: Kadero Rai: Perdu
- 2006: Thomas Pernes: Sonnwende – Alpenglühen
- 2007: Dave Gahan: Hourglass
- 2008: Wolfgang Mitterer: Sopop
- 2010: Otto Lechner & Anne Bennent: Die Stimmen von Marrakesch
- 2011: Otto Lechner & Anne Bennent: Leila & Madschnun
- 2011: Melissa Coleman: Back Door
- 2011: Willi Resetarits: Jesus und seine Hawara
- 2012: Philip Scheiner: De Waund

### Live-Projekte mit
Musiker (Auswahl)
- Joe Zawinul
- Willi Resetarits (Ostbahn Kurti)
- Otto Lechner
- Joanna Lewis
- Şivan Perwer
- Klaus Trabitsch
- Melissa Coleman
- Franz Hautzinger
- Peter Herbert
- Anne Bennent

Kabarettisten
- Willi Resetarits (Ostbahn Kurti)
- Lukas Resetarits
- Georg Ringsgwandl
- Roland Düringer

### Filmmusik
- 1996: Schwarzfahrer
- 1997: Blutrausch
- 2003: Handbikemovie
- 2005: Fix Alert
- 2012: Killing Time – Zeit zu sterben
- 2012: Indian Dreams
- 2018: Guitar Driver
- 2020: Herbst in Bangkok